# Papestra lappo
Papestra lappo là một loài bướm đêm trong họ Noctuidae.